# Saint Jerome's University
La Saint Jerome's University (SJU) è un'università privata di indirizzo cattolico con sede a Waterloo, nell'Ontario, Canada.
Il Saint Jerome's College fu fondato nel 1865 dai resurrezionisti Louis ed Eugene Funcken. Fu elevato al rango di university nel 1947 e, dal 1960, è affiliata alla University of Waterloo.